# Groizer X
Groizer X (グロイザーＸ) est un manga en deux volumes de Gosaku Ota d'après un scénario de Go Nagai. Il a été adapté à la télévision sous la forme d'une série animée de 36 épisodes.

## Histoire
Un objet volant non identifié tombe sur l'île d'Akane, siège de la base aérienne commandée par le professeur Tobishima, un illustre scientifique qui travaille avec une équipe de pilotes comprenant le courageux Joe Kasaka. L'OVNI qui s'est écrasé sur l'île est un énorme astronef de forme insectoïde, qui porte à son bord une jeune fille évanouie. Celle-ci est vite secourue par l'équipe du professeur. Un examen médical révèle qu'il s'agit d'une extraterrestre. 
Un peu plus tard, L'île d'Hokkaido est assaillie par les Galerians, le peuple de Rita, qui après s'être écrasé dans l’Arctique il y a trois siècles entend conquérir la Terre en s'attaquant d'abord au Japon. 
L'extra-terrestre, prénommée Rita, décide d'aider les Terriens face à l'invasion de ses compatriotes. Aidée de Joe, elle prend les commandes de Groizer X, l'astronef avec lequel elle est arrivée sur terre, qui peut se métamorphoser en robot géant. Les deux jeunes pilotes réussissent à repousser la première attaque des Galerians. C'est le début d'une longue lutte entre les terriens et les Galerians, avec en première ligne le puissant Groizer X, piloté par le courageux couple prêt à défendre l'humanité.

## Remarques
- La couleur du robot est bleue dans la série télévisée, et verte dans les pages en couleur du manga.
- Dans le manga, l'apparence physique du professeur Tobishima est similaire à celle du professeur Umon (professeur Procyon en VF) dans l'adaptation en manga de Goldorak, également signée Gosaku Ota.
- Groizer X a été diffusé sur la télévision italienne dans les années 1980 et jouit de ce fait d'une certaine popularité en Italie.
- Dans les pays hispaniques, il est connu sous le nom de  El Justiciero , puis au Portugal ou au Brésil sous le nom de  O Pirata do Espaço [1].

## Adaptation
- Groizer X (1976), série de 36 épisodes

## Référence
1. ↑  (es) retrotv

## Source
- (ja) www.mazingerz.com
- tradauto de mazinger.com
- (it) www.encirobot.com
- (en) www.animenewsnetwork.com
- Une couverture du manga